# Lippentattoo
Bei dem Lippentattoo, auch Violent Lips (Marke des ersten Herstellers) oder Temporary Lip Tattoo genannt, handelt es sich um ein kosmetisches Mittel temporärer Farben und Muster, welche mit Hilfe einer Folie auf die Lippen aufgetragen werden.

## Herkunft
Die Erfindung des Lippentattoos stammt von der US-Amerikanerin Isabella Haddad. Sie hatte die Idee dazu im Alter von 13 Jahren, woraufhin sie mit ihren Eltern das Unternehmen Violent Lips gründete, über die sie das Produkt bis heute international vertreibt.

## Designs
Lippentattoos gibt es in vielen unterschiedlichen Ausführungen. Es sind sowohl einfarbige Folien, als auch sehr detailliert gemusterte Varianten, wie z. B. Länderflaggen oder Tierfell-Imitate erhältlich.

## Anwendung
Lippentattoos weisen bereits eine vorgefertigte Lippenkontur auf, müssen jedoch in Breite und Höhe der individuellen Mundgröße angepasst werden. Das passend geschnittene Trägerpapier wird mit der bedruckten Seite auf die Haut gelegt, mit Hilfe eines Schwämmchens oder Wattepads befeuchtet und nach kurzer Einwirkzeit wieder entfernt. Das Lippentattoo hält nun zwischen vier und acht Stunden und kann jederzeit mit Hilfe von Öl, Hautcreme oder Wasser und Seife entfernt werden.